# Alexandre-Ferdinand Nguendet
Alexandre-Ferdinand Nguendet (ur. 23 maja 1972 w Bossangoi) – środkowoafrykański polityk i działacz państwowy, Przewodniczący Tymczasowej Rady Narodowej od 16 kwietnia 2013 do 6 maja 2016, pełniący obowiązki prezydenta Republiki Środkowoafrykańskiej od 10 do 23 stycznia 2014, po podaniu się do dymisji prezydenta Michela Djotodii. Pełnił obowiązki głowy państwa do czasu wyboru przez parlament przejściowego prezydenta, którym została wybrana Catherine Samba-Panza.
Założyciel i lider partii Zgromadzenie na rzecz Republiki.